# Jadwiga Górnicka
Jadwiga Józefa Górnicka, primo voto Chmiel (ur. 15 stycznia 1921 w Grójcu, zm. 19 czerwca 2021 w Olsztynie) – polska lekarka, specjalistka chorób wewnętrznych i medycyny naturalnej, propagatorka masażu leczniczego, autorka książek z zakresu naturalnych metod leczenia.

## Życiorys
Urodziła się w rodzinie Władysława i Apolonii. Ukończyła studia na wydziale lekarskim Uniwersytetu Przyrodniczego w Poznaniu, uzyskując 19 lutego 1947 dyplom lekarza. W marcu 1947 została mianowana dyrektorem szpitala powiatowego w Braniewie na tzw. Ziemiach Odzyskanych. Szpital liczył wówczas 3 oddziały: wewnętrzny, zakaźny i położniczy. Jako młody lekarz, poświęcający dużo czasu na naukę, nie zawsze radziła sobie z zarządzaniem szpitalem i pod koniec 1948 zmieniono ją na tym stanowisku na Aleksego Arcimonowicza. W latach 1948–1966 była ordynatorem oddziału wewnętrznego Szpitala MSW w Olsztynie. Następnie w latach 1966–1973 pełniła funkcję konsultatora chorób wewnętrznych w przychodni rejonowej i szpitalu psychiatrycznym – późniejszym Wojewódzkim Zespole Lecznictwa Psychiatrycznego w Olsztynie. W 1973 przeprowadziła się do Warszawy i rozpoczęła pracę w WAM, od 1974 w ZOZ Bielany, a od 1980 w Domu Weterana na Bielanach, w Domach Centrum i Centrum Akupunktury. W latach 1980–1989 pracowała w Przychodni Medycyny Naturalnej.
W 1956 uzyskała specjalizację II stopnia z chorób wewnętrznych i medycyny naturalnej.
Zmarła 19 czerwca 2021, w wieku 100 lat. Pochowana została 25 czerwca po mszy żałobnej w kościele św. Józefa na cmentarzu komunalnym przy ul. Poprzecznej.
Występowała z wykładami na temat medycyny naturalnej w Polsce, Francji i Kanadzie. Była autorką licznych publikacji książkowych, a także wielu artykułów i porad leczniczych w periodykach. Jej książki były tłumaczone na język czeski.

## Odznaczenia[2]
- Medal 10-lecia Polski Ludowej
- Krzyż Kombatancki 1939–1945
- Odznaka Zasłużony dla Warszawy